# Suspense (revue)
Pour les articles homonymes, voir Suspense (homonymie).
Suspense est une revue française de nouvelles de littérature policière.

## Historique
En 1956, Maurice Renault crée cette revue titrée Suspense, récits noirs, le magazine à haute tension. Il s'agit de la version française de la revue américaine Manhunt. Elle est publiée par les éditions OPTA qui éditent déjà Mystère magazine. Elle comprend cent quarante-quatre pages avec dix à douze nouvelles et est vendue cent vingt francs. Selon Claude Mesplède, les couvertures sont de « superbe[s] illustration[s] en couleurs [...] jugée[s] trop suggestive[s] ». Malgré leur remplacement par des dessins en noir et blanc plus neutres et la censure d'illustrations de l'édition américaine, en 1958, le ministre de l'Intérieur Jean Gilbert-Jules signe un décret qui interdit son affichage, assimilant les publications de ce genre à « un danger pour la jeunesse en raison de leur caractère licencieux ou pornographique ou de la place faite au crime ». Dès lors, la revue disparaît des kiosques et des librairies. Le vingt-cinquième et dernier numéro paraît en avril 1958.
En 1961, Maurice Renault et les éditions OPTA débutent la publication du Alfred Hitchcock magazine qui est couronné de succès. En 1967, les éditions OPTA tentent de relancer la revue Suspense sous le titre Choc Suspense, mais l'expérience tourne court et ne connaît que quatre numéros.

## Quelques auteurs deSuspense
Cette liste n’est pas exhaustive et n’y figure que des auteurs, classés par nom, ayant une page dans Wikipédia en français. 
- David Alexander
- George Bagby
- Earle Basinsky
- Gil Brewer
- Fredric Brown
- W. R. Burnett
- Erskine Caldwell
- Grant Colby
- Hunt Collins
- William Robert Cox
- Jonathan Craig
- Frederick C. Davis
- DeForbes
- Richard Deming
- Richard Ellington
- Harlan Ellison
- Hal Ellson
- Kenneth Fearing
- Bruno Fischer
- Fletcher Flora
- Max Franklin
- Erle Stanley Gardner
- David Goodis
- Dave Leigh
- William Lindsay Gresham
- Donald Hamilton
- Edward D. Hoch
- Clark Howard
- Evan Hunter
- William Irish
- Frank Kane
- Henry Kane
- Ira Levin
- Meyer Levin
- Ross Macdonald
- William P. McGivern
- Floyd Mahannah
- Stephen Marlowe
- Richard Marsten
- Harold Q. Masur
- Kenneth Millar
- Helen Nielsen
- Talmage Powell
- Richard S. Prather
- Craig Rice
- Henry Slesar
- Mickey Spillane
- Rex Stout
- Samuel S. Taylor
- James Michael Ullman
- Bryce Walton
- Elliot West
- Harry Whittington
- Richard Wormser
- Michael Zuroy

## Quelques auteurs deChoc Suspense
Cette liste n’est pas exhaustive et n’y figure que des auteurs, classés par nom, ayant une page dans Wikipédia en français. 
- David Alexander
- Gil Brewer
- Fredric Brown
- Hunt Collins
- Avram Davidson
- DeForbes
- Richard Deming
- Fletcher Flora
- Max Franklin
- William Campbell Gault
- Hal Ellson
- Evan Hunter
- Floyd Mahannah
- Mark Mallory
- Richard Marsten
- Harold Q. Masur
- Wade Miller
- Helen Nielsen
- William O'Farrell
- Talmage Powell
- Jack Ritchie
- Henry Slesar
- Bryce Walton
- Cornell Woolrich

## Sources
: document utilisé comme source pour la rédaction de cet article.
- Claude Mesplède (dir.), Dictionnaire des littératures policières, vol. 2 : J - Z, Nantes, Joseph K, coll. « Temps noir », 2007, 1086 p. (ISBN 978-2-910-68645-1, OCLC 315873361), p. 844-845.